# Draconanthes aberrans
Draconanthes aberrans là một loài thực vật có hoa trong họ Lan. Loài này được (Schltr.) Luer mô tả khoa học đầu tiên năm 1996.